# Друшковец Хумски
Друшковец Хумски је насељено место у саставу општине Хум на Сутли у Крапинско-загорској жупанији, Хрватска. До територијалне реорганизације у Хрватској налазио се у саставу старе општине Преграда.

## Становништво
На попису становништва 2011. године, Друшковец Хумски је имао 395 становника.

## Попис1991.
На попису становништва 1991. године, насељено место Друшковец Хумски је имало 413 становника, следећег националног састава:
| Попис 1991.‍ | Попис 1991.‍ | Попис 1991.‍ | Попис 1991.‍ | Попис 1991.‍ |
| ----------- | ----------- | ----------- | ----------- | ----------- |
|             |             |             |             |             |
| Хрвати      | Хрвати      |             | 409         | 99,03%      |
| Словенци    | Словенци    |             | 2           | 0,48%       |
| Срби        | Срби        |             | 1           | 0,24%       |
| непознато   | непознато   |             | 1           | 0,24%       |
| укупно: 413 |             |             |             |             |